# Sèvremont
Sèvremont is een gemeente in het Franse departement Vendée (regio Pays de la Loire). De plaats maakt deel uit van het arrondissement Fontenay-le-Comte. Sèvremont is op 1 januari 2016 ontstaan door de fusie van de gemeenten Les Châtelliers-Châteaumur, La Flocellière, La Pommeraie-sur-Sèvre en Saint-Michel-Mont-Mercure.